# 阿当耳蕨
阿当耳蕨（学名：Polystichum adungense）为鳞毛蕨科耳蕨属下的一个种。

## 扩展阅读
- 維基物種上的相關：阿当耳蕨